# Palais Chodkevičiai
 (septembre 2024).

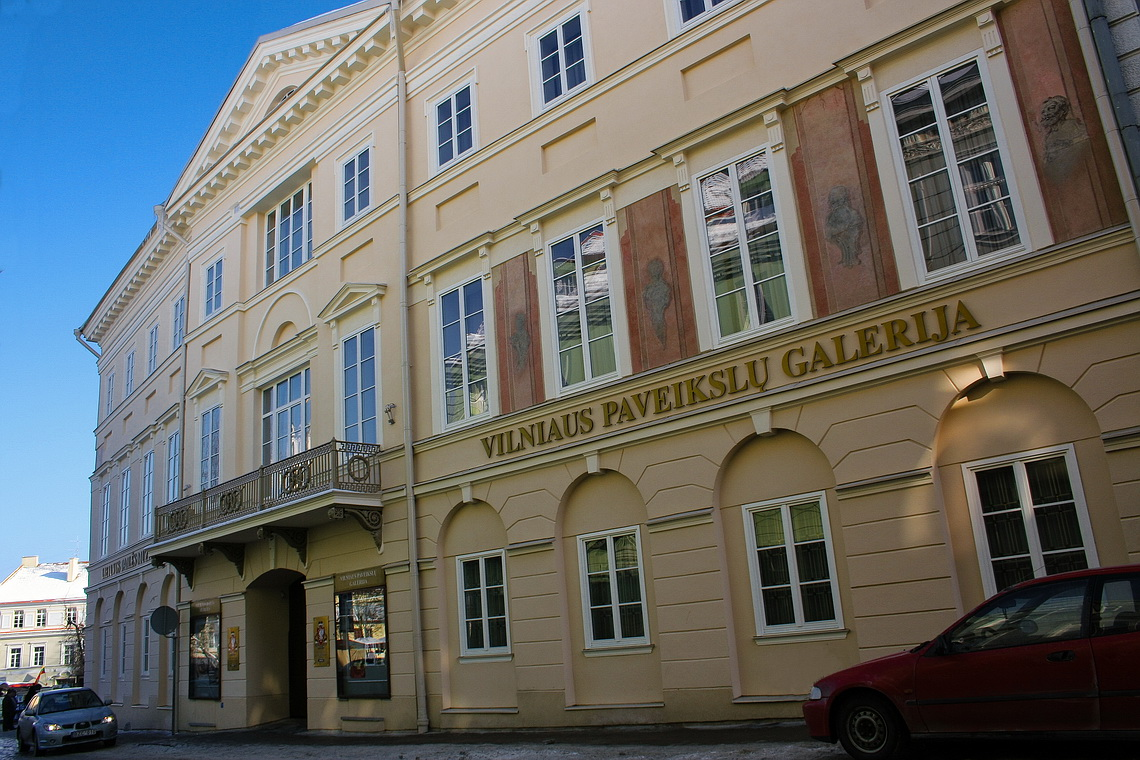
Palais Chodkevičiai

Le palais Chodkiewicz (ou, en  lituanien, palais Chodkevičiai) est un bâtiment de la vieille ville de Vilnius. Il appartient actuellement au Musée d'art lituanien.

## Histoire
Le bâtiment en maçonnerie du palais remonte au XVIe siècle. L'aspect actuel du palais date du XIXe siècle (1825-1834), probablement un projet de l'architecte Tomasz Tyszecki.
Au moins huit générations de la famille Chodkiewicz ont vécu dans le palais, jusqu'à sa vente en 1811. Depuis 1994, il appartient au Musée d'art lituanien et abrite une galerie de peinture, des bureaux administratifs, une bibliothèque, des archives et un entrepôt d'art.

## Source de traduction
- (en) Cet article est partiellement ou en totalité issu de l’article de Wikipédia en anglais intitulé « Chodkevičiai Palace » (voir la liste des auteurs).